# Línguas maharikanti
As línguas Mahakiranti ou Maha-Kiranti, Bahing-Vahu  ('Kiranti maior') são consideradas como um nível de classificação intermediário das línguas tibeto-birmanesas. São línguas muito próximas das Kiranti que são faladas pelo povo Kirat (chamados também de Rai (povo)). A concepção sobre quais línguas compõem o grupo Mahakiranti (se é que se trata de um grupo) são muito variáveis:
Supostos sub-grupos:
- Kiranti
- Newar
- Baram-Thangmi
- ?? Magaric
- ?? Chepangic

## Concepções
Van Driem (2001) considera que as línguas Mahakiranti junto com a próprias Kiranti estão junto com a Nepal Bhasa (Newar) e as línguas Baram e Thangmi, as quais são claramente relacionadas. Mas as similaridades que ambas têm com as línguas Newar não demonstram claramente uma  família  comum 'Para-Kiranti' proposta por Van Driem ou se as semelhanças se deveriam a contatos entre falantes. Na concepção de Driem, as língua bódicas é tão somente uma definição geográfica, embora haja algumas semelhanças e relações entre elas. Ele considera a língua lepcha e Lhopu e as línguas magaric (num sentido bem amplo, mesmo que a Chepangic seja uma Magaric) como as línguas Bódicas aproximadas às Mahakiranti.  
Concepção de Van Driem para as Mahakiranti: 

|  | Newari                                            |
|  |                                                   |
|  | \| \| Baram \| \| \| \| \| \| Thangmi \| \| \| \| |
|  |                                                   |
|  | Baram                                             |
|  |                                                   |
|  | Thangmi                                           |
|  |                                                   |

|  | Baram   |
|  |         |
|  | Thangmi |
|  |         |

|  | Newari                                            |
|  |                                                   |
|  | \| \| Baram \| \| \| \| \| \| Thangmi \| \| \| \| |
|  |                                                   |
|  | Baram                                             |
|  |                                                   |
|  | Thangmi                                           |
|  |                                                   |

|  | Baram   |
|  |         |
|  | Thangmi |
|  |         |

- Para Matisoff, as Mahakiranti incluem as línguas  Newar, Magaric  e Kiranti. Ele agrupa as Mahakiranti com as línguas tibeto-kanauri, incluindo a Lepcha dentre as línguas himalaias.
- Bradley (1997) juntas Magar e Chepang às Mahakiranti de Van Driem , chamando-as de Himalaianas. Essas, junto com as línguas bodo (que equivalem às Tibeto-Kanauri), constituem a fam´lia Bódica.
- Ethnologue (15ª ed.) coloca Magaric, Chepang e Newar junto com Kiranti; Mahakiranti fica com as Tibeto-Kanauri num ramo “Himalaia”, que equivale em muito às Bódicas de outros estudiosos.
- Benedict (1972) incluiu Newari e Chepangic, mas não a Magaric. Ele classificou a língua wayu (Vayu) como uma Chepangic e assim nomeou  essa família de Bahing-Vayu.

## História
As línguas Mahakiranti apresentam uma longa história documentada. A história das Nepal Bhasa tem também muita documentação de um período de 800 anos. A maior parte da história do Nepal se dbaseou em manuscritos em línguas Kirati como a Nepal Bhasa. A maioria dos falantes é bilingue em língua nepali e muitos dos mais jovens falam preferencialmente essa última. Com cerca de um milhão, a Nepal Bhasa é a mais falada dentre as Kiranti.

### Externas
- Portal da Associação Kirat Rai
- Comunidade Kirat online